# دریای بخارها

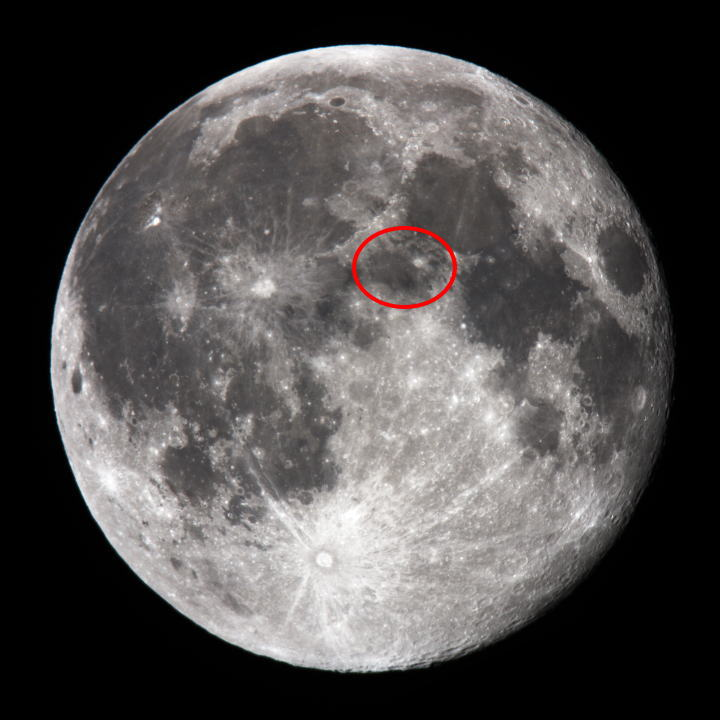
محل دریای بخارها در کرهٔ ماه.

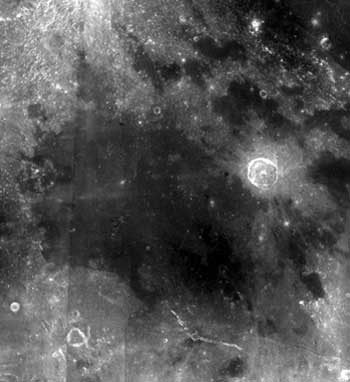
نمای نزدیک‌تر از دریای بخارها.

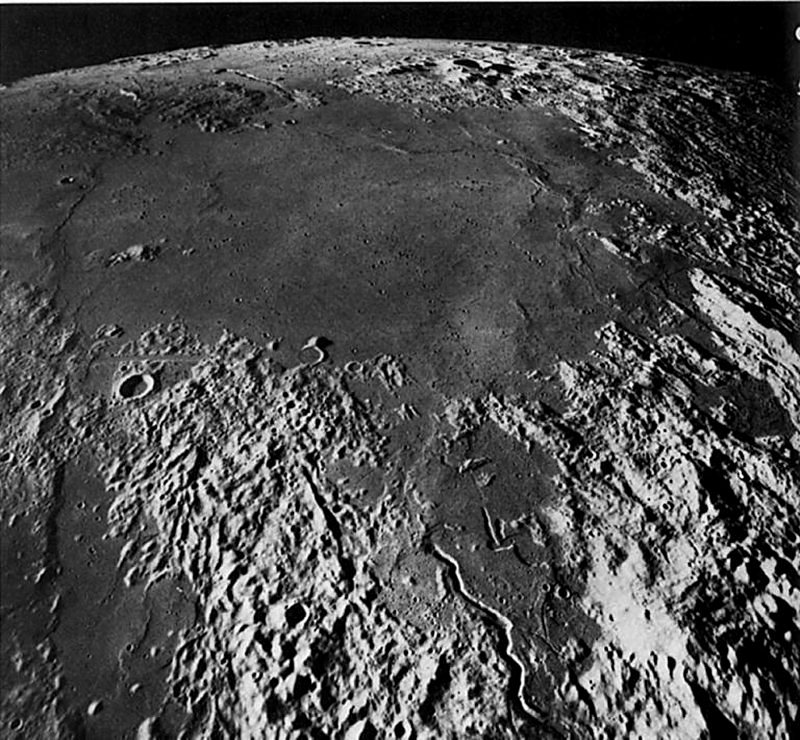
نمایی از دریای بخارها از مدار ماه.

دریای بخارها  (به لاتین: Mare Vaporum) نام یکی از دریاوارهای کرهٔ ماه است.
این دریاوار در کنارهٔ جنوبی دریای آرامی و کنارهٔ جنوب خاوری دریای رگبارها واقع شده‌است. در جنوب دریای بخارها خطی باریک و روشن‌رنگ دیده می‌شود که شیار هیگینوس نام دارد.
قطر دریای بخارها ۲۴۵ کیلومتر و مساحت آن ۵۵٬۰۰۰ کیلومتر مربع است. رشته‌کوهی به نام کوه آپنینوس دریای بخارها را مرزبندی کرده‌است.
جیووانی باتیستا ریکیولی در سال ۱۶۵۱ میلادی نام بخارها را بر روی این دریاوار نهاد.